# James Rachels
James Rachels (30 mai 1941 – 5 septembre 2003) est un philosophe américain spécialisé en éthique et en éthique animale.

## Biographie
Rachels est né à Colombus en Géorgie, et fut diplômé de l'université Mercer en 1962. Il obtint son doctorat en 1967 à l'université de Caroline du Nord à Chapel Hill, sous la direction de W. D. Falk et E. M. Adams. Il enseigna à l'université de Richmond, de New York, de Miami, à l'université Duke, et enfin à l'université d'Alabama à Birmingham, où il passa les derniers 26 ans de sa carrière. Il se maria en 1962 avec Carol Williams et eut deux enfants, David et Stuart. Il mourut d'un cancer en 2003 à Birmingham, Alabama.
Dans ses livres, articles et conférences, Rachels défend le végétarisme éthique, l'antispécisme, la discrimination positive, le droit à l'euthanasie et l'idée que les parents devraient accorder autant de considération morale aux enfants des autres qu'aux leurs. Il aborde les questions éthiques selon une approche utilitariste, laquelle évalue les actions en fonction de leurs conséquences sur le bien-être des êtres sentients, humains ou animaux.

## Travaux
L'ouvrage le plus connu de Rachels est The Elements of Moral Philosophy, qui connut sa sixième édition en 2009. Le texte utilise des exemples de la vie courante pour illustrer des principes philosophiques complexes. Son anthologie Moral Problems marqua son passage de l'enseignement de la méta-éthique à l'enseignement de l'éthique pratique. Moral Problems s'est vendu à 100 000 exemplaires.
En 1975, Rachels écrivit "Active and Passive Euthanasia", dans le New England Journal of Medicine ; il y explique que la distinction entre tuer et laisser mourir, pourtant fondamentale pour la loi (souvent justifiée par la doctrine du double effet) n'est pas rationnellement fondée. Selon lui, si nous autorisions l'euthanasie passive, nous devrions aussi autoriser l'euthanasie active, car celle-ci cause souvent moins de souffrances. Il n'y a également pas de différence moralement significative entre tuer et laisser mourir. Il approfondit ces idées dans The End of Life (1986).
Dans Created from Animals (1990) il soutient que le darwinisme a de nombreuses implications philosophiques, en particulier concernant le traitement des animaux non humains. Il défend l'individualisme moral : l'idée qu'il faut traiter un individu en fonction de ses caractéristiques propres et non pas en fonction de ses groupes d'appartenance (en particulier l'espèce). Il s'oppose ainsi au spécisme, au sexisme, au racisme, au nationalisme, et à toute autre discrimination basée sur un groupe d'appartenance.
Peu de temps avant sa mort, il acheva Problems from Philosophy (2005), un ouvrage d'introduction à la philosophie.